# Selección de rugby de Malta
La selección de rugby de Malta es el equipo representativo de ese país. Sus primeros partidos datan del año 2000. Nunca ha logrado clasificar a la Copa Mundial de Rugby. Actualmente compite en el European Nations Cup.

## Historia
La selección de Malta jugó su primer partido el 18 de noviembre de 2000, contra Moldavia en Chişinău, partido que Moldavia ganó 58–8. Ellos jugaron un partido posterior contra Bélgica ese mismo año en  Marsa, que Bélgica ganó 26-0. Malta jugó cuatro partidos en 2001, y registraron su primera victoria en el cuarto de ellos, contra Monaco en Marsa. Esto fue seguido por un empate 10–10 con Noruega, derrotando a Lituania, Austria, Luxemburgo, Bosnia-Herzegovina, Serbia-Montenegro, Letonia y Hungría. Luego jugaron contra Moldavia en 2004.
Luego, Malta procedió a participar en el Clasificación para la Copa Mundial de Rugby 2007 donde se agruparon en el Grupo D de la segunda ronda. Después de terminar tercero en su grupo con dos victorias en cuatro juegos de grupo, Malta entró en un play-off junto con Dinamarca, Andorra y Suecia para entrar en la tercera ronda. Malta tuvo éxito y entró al Grupo B de la tercera ronda.
El equipo se encuentra actualmente en el puesto 39 en la clasificación mundial World Rugby, su posición más alta en la historia. Son entrenados por el galés Damian Neill, ex número 8 en la Premier League galesa con Aberavon RFC y Maesteg RFC.

## Palmarés
- European Nations Cup - División 2A (1): 2011-12
- European Nations Cup Division 3B  (1): 2003-04
- European Nations Cup Division 3C  (1): 2001-02
- Rugby Europe International Championships - Conferencia 1 (2): 2016-17 - Sur, 2017-18 - Sur, 2018-19 - Sur

## Récord partidos internacionales
Resultados de Malta frente a otras naciones:
| Against         | Played | Won | Lost | Drawn | % Won |
| --------------- | ------ | --- | ---- | ----- | ----- |
| Alemania        | 1      | 0   | 1    | 0     | 0     |
| Andorra         | 2      | 1   | 1    | 0     | 50    |
| Austria         | 1      | 1   | 0    | 0     | 100   |
| Bélgica         | 2      | 0   | 2    | 0     | 0     |
| Bosnia          | 1      | 1   | 0    | 0     | 100   |
| Bulgaria        | 2      | 2   | 0    | 0     | 100   |
| Croacia         | 10     | 4   | 6    | 0     | 40    |
| República Checa | 1      | 0   | 1    | 0     | 0     |
| Dinamarca       | 2      | 1   | 1    | 0     | 50    |
| Hungría         | 1      | 1   | 0    | 0     | 100   |
| Letonia         | 7      | 5   | 2    | 0     | 71    |
| Lituania        | 6      | 4   | 2    | 0     | 67    |
| Luxemburgo      | 1      | 1   | 0    | 0     | 100   |
| Moldavia        | 2      | 0   | 2    | 0     | 0     |
| Monaco          | 2      | 1   | 1    | 0     | 50    |
| Países Bajos    | 4      | 0   | 4    | 0     | 0     |
| Noruega         | 1      | 0   | 0    | 1     | 50    |
| Polonia         | 3      | 0   | 3    | 0     | 0     |
| Serbia          | 3      | 2   | 1    | 0     | 67    |
| Eslovenia       | 1      | 0   | 1    | 0     | 0     |
| Suecia          | 4      | 3   | 1    | 0     | 75    |
| Suiza           | 3      | 2   | 1    | 0     | 67    |
| Total           | 60     | 29  | 30   | 1     | 49    |